# Doboszowice (przystanek kolejowy)
Doboszowice – przystanek kolejowy i ładownia w Pomianowie Górnym, w województwie dolnośląskim, w Polsce. Znajduje się na linii 137 Katowice – Legnica.
Przystanek na żądanie.

## Ruch pasażerski
W roku 2022 dobowa wymiana pasażerska na stacji wynosiła 0-9 pasażerów.